# Gisela Leweke-Weyde
Gisela Leweke-Weyde (geb. Gizela Weyde; * 6. August 1894 in Kaschau; † 28. Februar 1984 in Halle/Saale) war eine deutsche Archäologin, Kunsthistorikerin, Malerin und Grafikerin.

## Leben und Werk
Die Eltern Gizela Weydes waren der Professor für Elektrotechnik Franz Weyde († 1902) und die aus Italien stammende Genoveva, geb. Perolini. Ab 1901 ging Gizela Weyde in Kaschau, das damals zur Österreichisch-Ungarischen Monarchie gehörte, in die von den Ursulinen betriebene Grundschule. Nach dem Tod des Vaters zog sie mit ihrer Mutter nach Preßburg, wo die Familie des Vaters schon lange Zeit ansässig war. Dort besuchte sie weiter die Grundschule und von 1906 bis 1911 die Höhere Töchterschule. Von 1911 bis 1916 besuchte sie in Budapest die Königliche Ungarische Akademie der Schönen Künste. Daneben absolvierte sie die 7. und 8. Klasse eines Gymnasiums in Budapest und erwarb das Abitur. An der Akademie erwarb sie das Diplom als Zeichenprofessorin für Mittelschulen.
Während des Ersten Weltkrieges arbeitete sie zeitweilig auch als freiwillige Helferin in einem Lazarett.
Von 1916 bis 1917 war Gizela Weyde Volontärin im Museum der Schönen Künste Budapest. Von 1917 bis 1919 studierte sie an der Universität München Archäologie und Kunstgeschichte, insbesondere bei Heinrich Wölfflin, Friedrich Wilhelm von Bissing und Paul Frankl, und von 1919 bis 1920 an der Universität Budapest, u. a. als Assistentin bei Anton Hekler. Von 1920 bis 1921 war sie Assistentin bei Max Dvořák, Emil Reisch und Emanuel Löwy und an der Universität Wien. 1921 erwarb sie als erste Frau an der Wiener Universität mit einer Arbeit über frühe griechische Vasenmalerei den Doktortitel in Klassischer Archäologie. Die von ihr dafür angefertigten Zeichnungen befinden sich als Teil ihres Nachlasses in der Sächsischen Landesbibliothek Dresden.
Nach der Rückkehr nach Preßburg, das nun den Namen Bratislava trug, betrieb sie von 1922 bis 1923, vor allem im Stadtarchiv von Bratislava, intensive Studien zur heimatlichen Kunst- und Architekturgeschichte. Im Auftrag der Prager Akademie der Wissenschaften katalogisierte sie alle Kunstdenkmäler Bratislavas, wozu sie auch Zeichnungen anfertigte.
Ab 1923 war sie, als erste Frau in einer solchen Position, stellvertretende Kustodin am Stadtmuseum Bratislava. Ihr miserables Gehalt erhielt sie vom Verschönerungsverein der Stadt. Am Museum initiierte und leitete sie am 25. Februar 1928 unter dem Titel Museumsstunde die erste museumspädagogische Veranstaltung für junge Menschen in der Slowakei. Seit den 1920er Jahren veröffentlichte sie zu kunsthistorischen Fragen Bücher und Aufsätze in Fachzeitschriften.
Da sie in Bratislava keine Aussicht auf eine feste Anstellung hatte, zog sie 1928 nach Halle/Saale, wo sie in der Werkstatt des Landeskonservators das Restaurieren erlernte. Dabei lernte sie den Maler und Restaurator Fritz Leweke kennen, den sie 1929 heiratete. Um diese Zeit dürfte sie auch ihren Vornamen zu Gisela eingedeutscht haben. Sie arbeitete dann mit Unterbrechungen als freischaffende Malerin, Grafikerin und Restauratorin.
In der DDR war Gisela Leweke-Weyde Mitglied des Verbands Bildender Künstler.
Im Stadtmuseum Bratislava befinden sich 26 ihrer Bilder. Zu den später in Deutschland geschaffenen Werken wurden fast keine Informationen gefunden.
In Deutschland ist Gisela Leweke-Weyde nahezu vergessen. In Bratislava wird sie hoch geachtet. 2022 widmete ihr die Galerie der Stadt Bratislava (Galéria mesta Bratislavy) eine Ausstellung mit dem Titel Von Athene bis Hera.
Gisela Leweke-Weyde hatte mit ihrem Mann die Töchter Beatrix (* 1930) und Christine Leweke (* 1933).

## Künstlerische Werke (höchst unvollständig)
Sakrale Werke
- Szenen aus dem Leben Johannes des Täufers (1930; Ausmalung des Tonnengewölbes der Kirche St. Georg und Elisabeth in Oppin)
- Stationen des Kreuzwegs (1945; Öl auf Blattgold auf Holztafeln; Kirche St. Norbert in Halle/Saale)
- Zeichnungen zu Paul Claudel: Der Kreuzweg. Übertragen von Klara Marie Faßbinder. St. Benno-Verlag, Leipzig 1956.

Profane Werke
- Selbstbildnis (1924, Lithografie, 22,6 × 20 cm)[4]

## Ausstellungsbeteiligungen
- 1946: Halle/Saale, Städtisches Museum in der Moritzburg (Kunstausstellung der Provinz Sachsen)[5]
- 1948: Halle/Saale, Städtisches Museum in der Moritzburg (Große Kunstausstellung Sachsen-Anhalt)[6]

## Veröffentlichungen (Auswahl)
- Probleme des griechischen geometrischen Stils. In:  Jahreshefte des Österreichischen Archäologischen Institutes in Wien 23, 1926, S. 16–46.
- Pressburgs Schönheit und ihre Erhaltung: Verlag Urania, Preßburg 1926.
- Preßburger Baumeister der zweiten Hälfte des XVIII. Jahrhunderts. Verlag Grenzbote, Preßburg 1930.